# Équipe cycliste Leopard
L'équipe cycliste Leopard (officiellement Leopard Pro Cycling) est une équipe cycliste luxembourgeoise créée en 2012 et ayant le statut d'équipe continentale, jusqu'en 2022, date de sa disparition. En 2023, elle fusionne avec l'équipe Riwal pour créer une nouvelle structure sous le nom de Leopard Togt Pro Cycling.
Durant son existence, elle est dirigée par Markus Zingen.

## Histoire de l'équipe
En 2011 est créée l'équipe World Tour Leopard-Trek par Andy Schleck, Fränk Schleck, Brian Nygaard, Kim Andersen et financée par l'homme d'affaires luxembourgeois Flavio Becca dans le but de construire la meilleure équipe du monde. Mais après l'échec d'Andy Schleck qui n'a pas remporté le Tour de France comme il en était convenu, Becca décide de se désengager et l'équipe fusionne avec la structure américaine RadioShack. Luca Guercilena, alors directeur sportif de Leopard-Trek, met au point un projet en collaboration avec Becca et Johan Bruyneel d'une équipe continentale luxembourgeoise composée de jeunes coureurs afin de servir d'équipe réserve. Ce système ayant déjà connu du succès avec notamment les équipes Rabobank Continental et Itera-Katusha.

### 2012

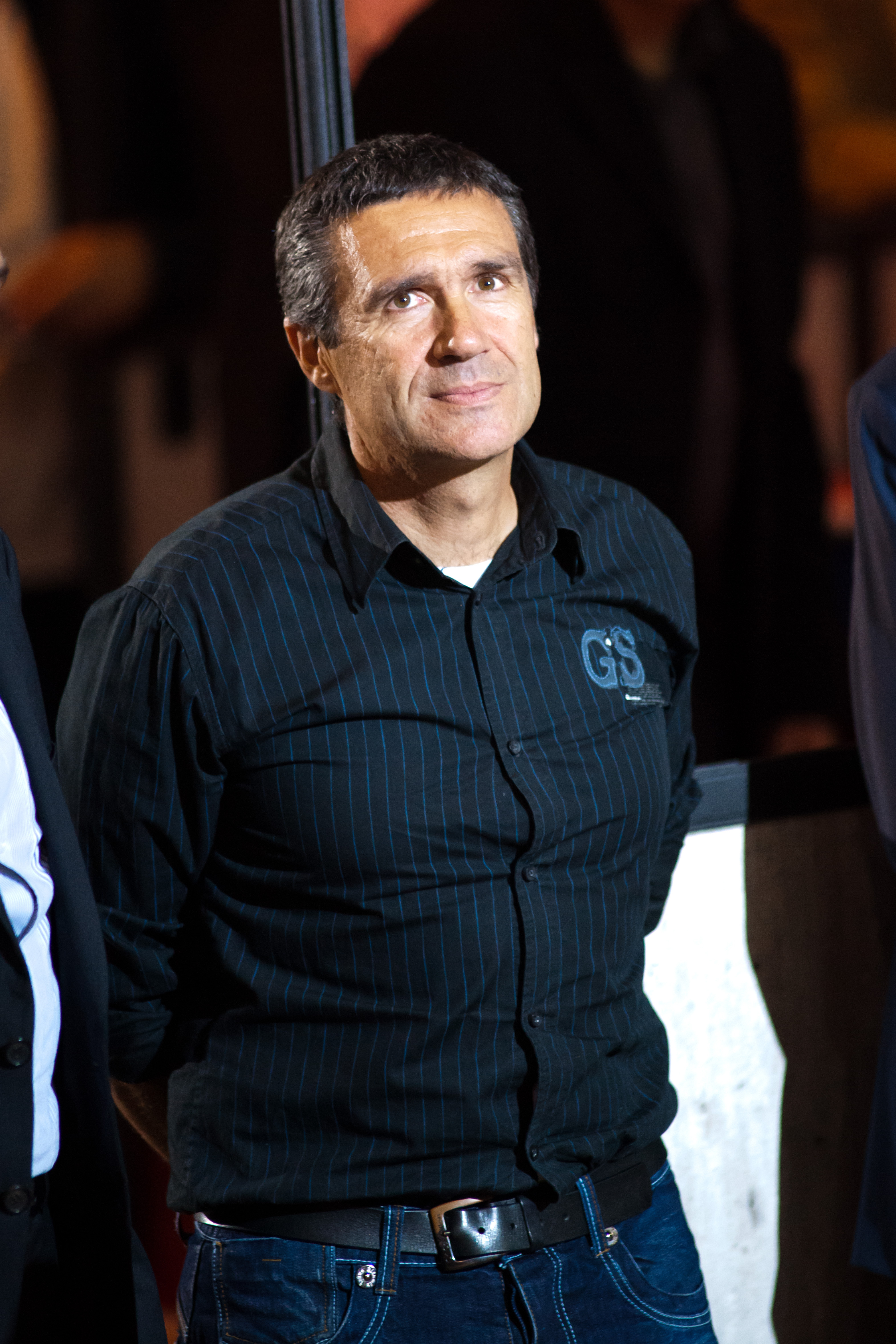
Adriano Baffi se voit confier la direction de l'équipe continentale après avoir été directeur sportif de l'équipe World Tour.

Le staff de l'équipe World Tour étant déjà bien fourni, c'est à Adriano Baffi qu'est confiée la direction de l'équipe tandis que le coordinateur de l'équipe sera Markus Zingen, qui a officié dans la désormais dissoute Milram. Tim Vanderjeugd est quant à lui désigné officier de presse pour les équipes continentale et World Tour.
Baffi, considéré comme un « excellent tacticien », occupera aux côtés de Zingen le poste de directeur sportif lors des courses. L'effectif est quant à lui dévoilé à la fin de 2011, et est composé de coureurs de moins de 25 ans avec comme leader Alexandr Pliuschin, le coureur le plus expérimenté qui provient de l'équipe russe Team Katusha tandis que Bob Jungels est le coureur protégé. Le choix d'Eugenio Alafaci et de Giorgio Brambilla de rejoindre le projet est notamment dû à la présence de Baffi. Les coureurs auront la possibilité de courir environ 70 jours de course pendant la saison, et de participer à des courses à étapes et classiques dans toute l'Europe. Dirk Bockel, triathlète luxembourgeois, sera sponsorisé pour la saison et portera les couleurs de l'équipe.
L'équipe effectue une bonne entrée en matière avec une quatrième place de Giorgio Brambilla sur le Grand Prix de la côte étrusque, remporté par Elia Viviani. Le sprinteur italien est le premier de l'équipe à lever les bras, lors du Dorpenomloop Rucphen, une classique néerlandaise. Après la troisième place de Pliuschin sur le Tour de Normandie, Bob Jungels se montre le plus régulier sur le Triptyque des Monts et Châteaux et remporte le classement général final au début d'avril. Le même jour, Eugenio Alafaci termine au sprint deuxième d'étape après une échappée sur le Tour du Loir-et-Cher alors que sa roue arrière avait crevé à 4 kilomètres de l'arrivée, sans que la voiture d'équipe ne puisse le dépanner.
C'est le début d'une longue série de places d'honneur pour Alafaci, qui termine à quinze reprises dans les dix premiers. Sur la Flèche du Sud, à mi-mai, l'équipe s'affiche avec beaucoup d'ambitions. Julian Kern remporte l'étape reine et Jungels gagne le contre-la-montre le lendemain en plus du classement général. Une semaine plus tard, Jungels enchaîne avec une victoire haut la main sur Paris-Roubaix espoirs après avoir attaqué à vingt kilomètres sur les pavés de Cysoing. Il ponctue sa très belle condition en décrochant le titre de champion du Luxembourg du contre-la-montre devant Ben Gastauer (du fait de son jeune âge, Jungels portera en course le maillot de champion catégorie espoirs) avant d'être imité le lendemain par Fábio Silvestre, ce dernier remportant le titre espoir. Alexandr Pliuschin remporte quant à lui le titre de champion de Moldavie sur route pour la troisième fois consécutive.
Lors de la deuxième partie de saison qui débute par le Tour du Val d'Aoste en juillet, l'équipe remporte une étape de l'œuvre de Bob Jungels, avant que Pliuschin ne termine deuxième du Tour Alsace au terme d'une longue lutte avec Jonathan Tiernan-Locke pour la victoire finale. L'équipe annonce l'arrivée de deux stagiaires le 1er août, il s'agit du grimpeur tchèque Jan Hirt et du fils de Adriano Baffi spécialiste de la piste, Piero Baffi. Eugenio Alafaci termine la saison sans victoire, mais avec pas moins de 12 places dans le top cinq, dont une deuxième place à la Flèche du port d'Anvers. Hirt s'avère être un bon grimpeur, parvenant à obtenir des places dans les quinze meilleurs dans les étapes de montagne des difficiles Tour de Padanie et Tour de l'Ain.
En fin de saison, Bob Jungels passe dans le monde professionnel avec l'équipe RadioShack-Nissan de même que Julian Kern qui rejoint Ag2r La Mondiale. Giorgio Brambilla et Alexandr Pliuschin signent avec respectivement les équipes suisses Atlas Personal-Jakroo et IAM. Sean De Bie et le stagiaire Hirt sont quant à eux recrutés pour la saison 2013.

### 2013
Pour cette année 2013 l'équipe recrute un grand nombre de jeunes coureurs. L'effectif sera composé de quatorze coureurs (contre onze en 2012) pour dix nationalités différentes, ce qui permet d'envisager un nombre plus important de courses ou une meilleure compétitivité malgré le départ des cadres.
On retrouve dans l'équipe sept coureurs déjà présent l'an dernier : l'italien Eugenio Alafaci qui tentera de remporter sa première victoire sous ces couleurs, les ibériques Fábio Silvestre et Jesús Ezquerra ainsi que les luxembourgeois Kirsch, Schlechter et Joël Zangerlé sans oublier le suisse Oliver Hofstetter.
Seront présent également les 2 anciens stagiaires Hirt et Baffi ; le Belge De Bie, l'Américain Durtschi, le Danois Haugaard, l'Allemand Daniel Klemme (à ne pas confondre avec son frère Dominic Klemme) et le Luxembourgeois Thill.
À la suite du départ de Jungels et de Kern, principaux leaders sur les courses par étapes et de Brambilla principal sprinteur du groupe, l'équipe s'appuiera sur Silvestre pour les courses par étapes grâce notamment à ses bons résultats sur les contre-la-montre et lorsque la route s'élève. Alors que Alafaci tentera de confirmer ses places d'honneur lors des sprints massifs. Côté pavés c'est le belge De Bie, qui tentera de se placer sur les courses. Hirt et Haugaard auront eux des cartes à jouer lors des courses en montagne tout ayant démontré leur talent dans le domaine.
Le Triptyque des Monts et Châteaux réussit bien à la Leopard-Trek, après le succès de Jungels l'an dernier, c'est Silvestre qui lui succède au palmarès. Il remporte également le classement par points. La saison va continuer en Europe avec quelques courses dans l'est notamment le Tour d'Azerbaïdjan qui verra Jan Hirt s'imposer lors d'une des arrivées au sommet après un numéro exceptionnel. Lors des championnats nationaux Kirsch réussira le doublé espoir devant ses camarades. L'équipe finira la saison en beauté avec deux victoires de Klemme sur le Tour de Chine II.

### Depuis 2014
Fin 2022, elle fusionne avec l'équipe cycliste Riwal pour former l'équipe Leopard Togt.

## Principales victoires

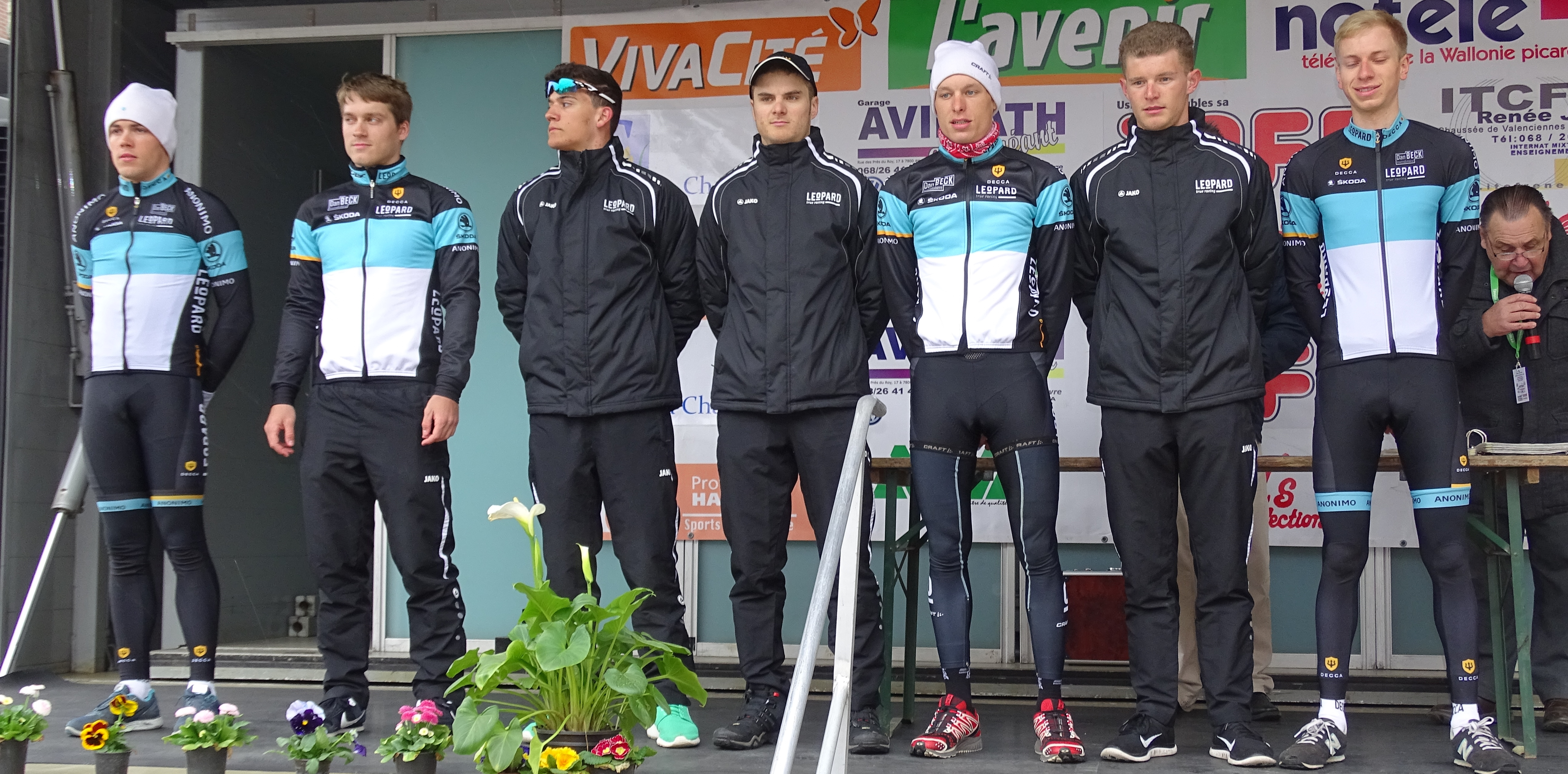
L'equipe en 2015

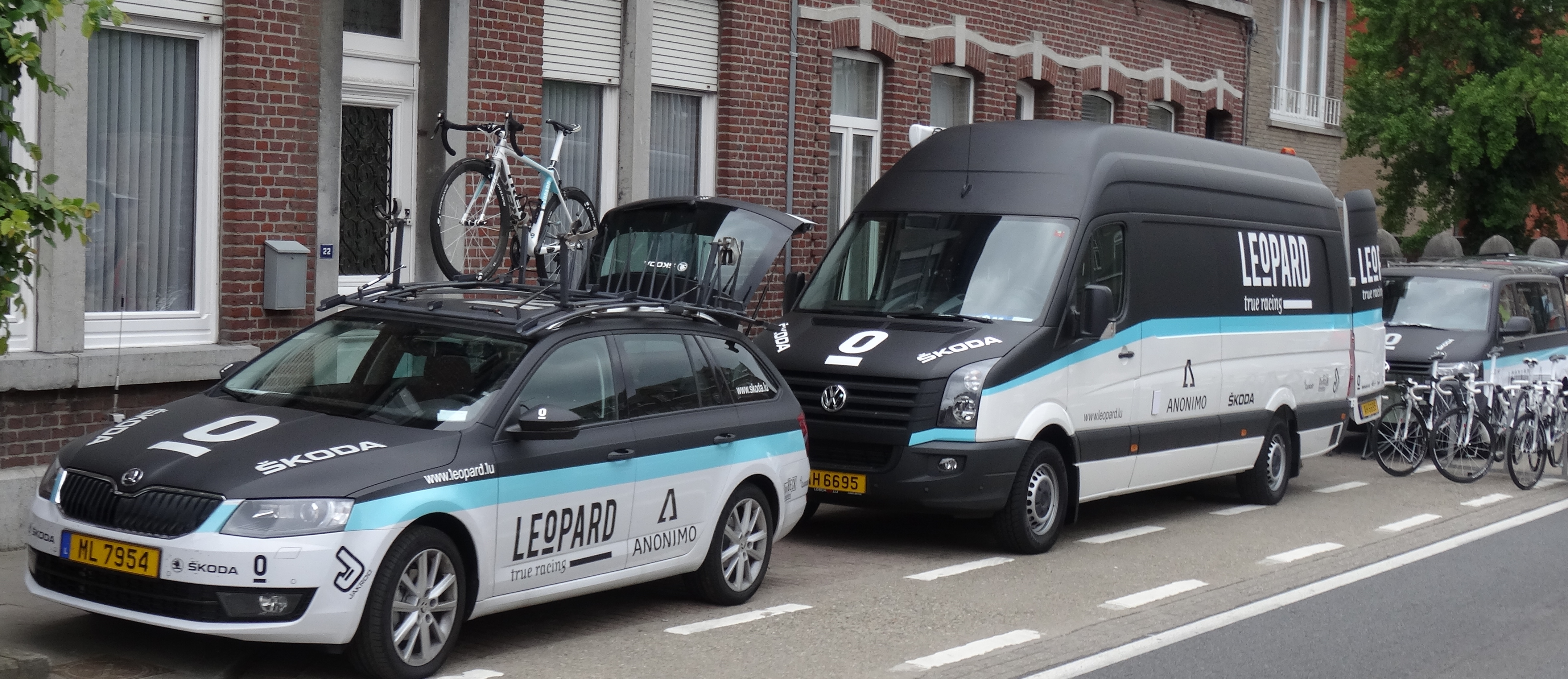
Véhicules d'assistance

### Courses d'un jour
- Paris-Roubaix espoirs : 2012 (Bob Jungels)
- Dorpenomloop Rucphen : 2012 (Giorgio Brambilla)
- Omloop der Kempen : 2013 (Eugenio Alafaci)
- Tour d'Overijssel : 2014 (Dennis Coenen)

### Courses par étapes
- Flèche du Sud : 2012 (Bob Jungels)
- Triptyque des Monts et Châteaux : 2012 (Bob Jungels) et 2013 (Fabio Silvestre)
- Carpathian Couriers Race : 2018 (Filip Maciejuk)
- Tour d'Antalya : 2019 (Szymon Rekita)

### Championnats nationaux
- Championnats d'Allemagne sur route : 1
  - Contre-la-montre espoirs : 2020 (Miguel Heidemann)
- Championnats du Luxembourg sur route : 13
  - Contre-la-montre : 2012 (Bob Jungels)
  - Course en ligne espoirs : 2012, 2013, 2014 (Alex Kirsch), 2015 (Tom Wirtgen), 2021 (Arthur Kluckers)
  - Contre-la-montre espoirs : 2013, 2014 (Alex Kirsch), 2015, 2017 (Tom Wirtgen), 2018 (Pit Leyder), 2021, 2022 (Arthur Kluckers)
- Championnats de Moldavie sur route : 1
  - Course en ligne : 2012 (Alexandr Pliuschin)
- Championnats du Portugal sur route : 1
  - Contre-la-montre espoirs : 2012 (Fábio Silvestre)
- Championnats du Luxembourg de cyclo-cross : 1
  - Espoirs : 2014 (Massimo Morabito)

## Classements UCI
L'équipe participe aux épreuves des circuits continentaux et principalement les courses du calendrier de l'UCI Europe Tour. Le tableau ci-dessous présente les classements de l'équipe sur les circuits, ainsi que son meilleur coureur au classement individuel.
UCI Asia Tour
| Saison | Classement par équipes | Meilleur coureur au classement individuel |
| ------ | ---------------------- | ----------------------------------------- |
| 2013   | 24e                    | Daniel Klemme (18e)                       |
| 2016   | 60e                    | Aksel Nõmmela (155e)                      |

UCI Europe Tour
| Saison | Classement par équipes | Meilleur coureur au classement individuel |
| ------ | ---------------------- | ----------------------------------------- |
| 2012   | 17e                    | Bob Jungels (23e)                         |
| 2013   | 18e                    | Sean De Bie (33e)                         |
| 2014   | 52e                    | Dennis Coenen (218e)                      |
| 2015   | 75e                    | Jan Dieteren (290e)                       |
| 2016   | 71e                    | Aksel Nõmmela (349e)                      |
| 2017   | 45e                    | Alexander Krieger (176e)                  |
| 2018   | 22e                    | Alexander Krieger (41e)                   |
| 2019   | 56e                    | Szymon Rekita (414e)                      |
| 2020   | 43e                    | Colin Heiderscheid (575e)                 |
| 2021   | 29e                    | Filip Maciejuk (311e)                     |
| 2022   | 41e                    | Arthur Kluckers (408e)                    |

L'équipe est également classée au Classement mondial UCI qui prend en compte toutes les épreuves UCI et concerne toutes les équipes UCI.
| Saison | Classement par équipes | Meilleur coureur au classement individuel |
| ------ | ---------------------- | ----------------------------------------- |
| 2016   | -                      | Aksel Nõmmela (429e)                      |
| 2017   | -                      | Alexander Krieger (364e)                  |
| 2018   | -                      | Alexander Krieger (154e)                  |
| 2019   | 95e                    | Szymon Rekita (543e)                      |
| 2020   | 73e                    | Colin Heiderscheid (719e)                 |
| 2021   | 50e                    | Filip Maciejuk (377e)                     |
| 2022   | 70e                    | Arthur Kluckers (513e)                    |

## Leopard Pro Cycling en 2022
| Cycliste            | Date de naissance | Nationalité | Équipe 2021            |  |
| ------------------- | ----------------- | ----------- | ---------------------- |  |
| Benjamin Boos       | 7 août 2003       | Allemagne   |                        |  |
| Louis Coqueret      | 15 février 2001   | France      | Leopard Pro Cycling    |  |
| Colin Heiderscheid  | 28 janvier 1998   | Luxembourg  | Leopard Pro Cycling    |  |
| Johannes Hodapp     | 9 septembre 1999  | Allemagne   | Team SKS Sauerland NRW |  |
| Kevin Inkelaar      | 8 juillet 1997    | Pays-Bas    | Bahrain-Victorious     |  |
| Arthur Kluckers     | 15 mars 2000      | Luxembourg  | Leopard Pro Cycling    |  |
| Elias Maris         | 5 octobre 1999    | Belgique    |                        |  |
| Jarno Mobach        | 17 août 1998      | Pays-Bas    | Leopard Pro Cycling    |  |
| Cédric Pries        | 25 octobre 2000   | Luxembourg  | Leopard Pro Cycling    |  |
| Tim Torn Teutenberg | 19 juin 2002      | Allemagne   | Leopard Pro Cycling    |  |
| Mats Wenzel         | 19 décembre 2002  | Luxembourg  | Leopard Pro Cycling    |  |
| Justin Wolf         | 15 octobre 1992   | Allemagne   | Bike Aid               |  |